# Swietłana Wołkowa
Swietłana Wołkowa (ur. 22 października 1977) – kazachska zapaśniczka w stylu wolnym. Siódma na mistrzostwach świata w 1993; czternasta w 1995. Brązowy medal na mistrzostwach Azji w 1996. Wicemistrzyni świata juniorów z 1993 roku.